# Свінгмен

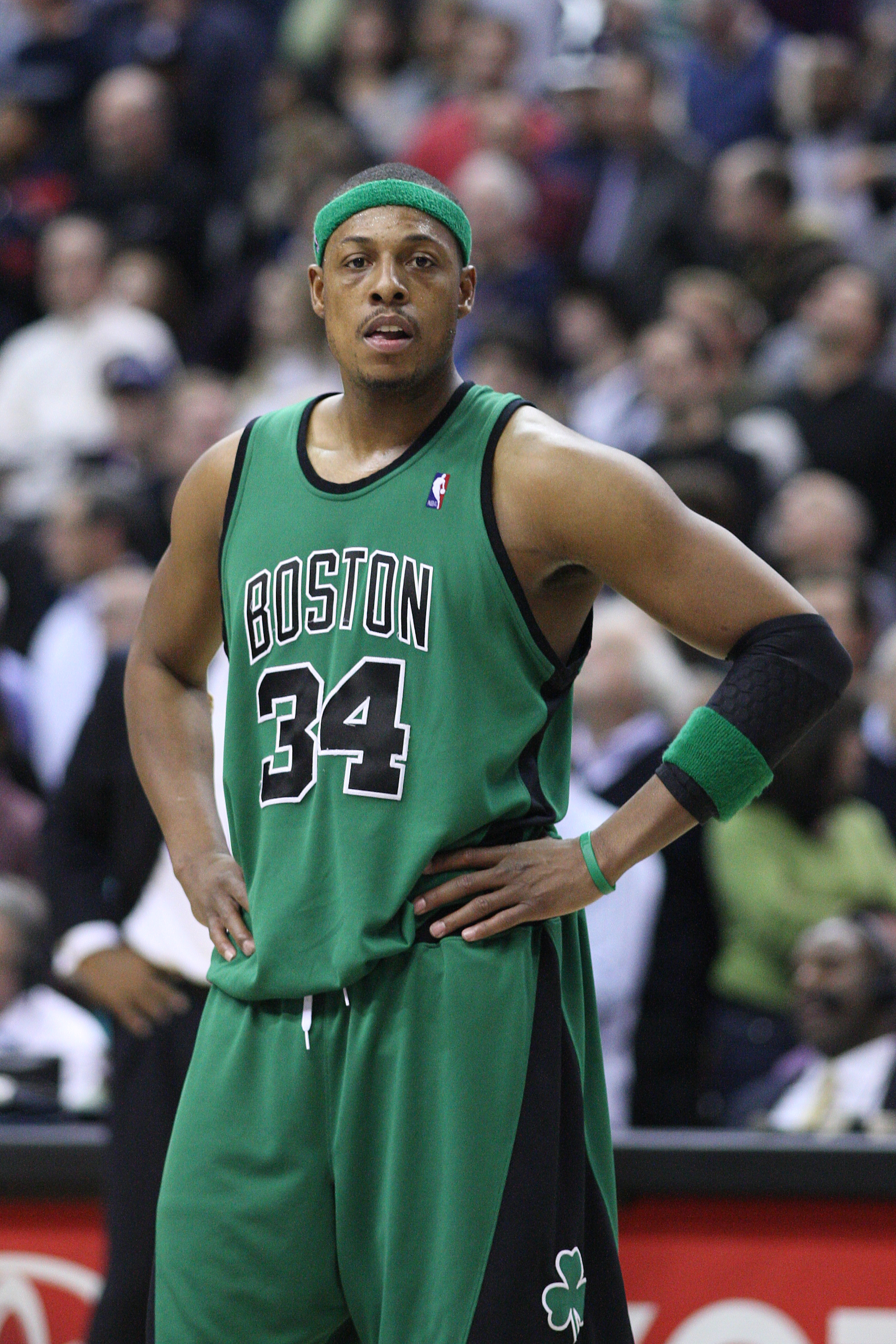
Пол Пірс

Свінгмен  — баскетбольний гравець, який поєднує якості атакуючого захисника і легкого форварда, а також може "перемикатися" з однієї позиції на іншу.  Зріст таких гравців, в основному, коливається в межах 194-203 см.
Джон Хавлічек, який виступав за Бостон Селтікс в 1960-х і 70-х, є зразком свінгмена.  Однак, він грав в ті часи коли даний термін ще не вживався.
Вперше термін "свінгмен" почав вживатися наприкінці 1970-х та початку 1980-х, коли зіркові гравці, такі як, наприклад, Джордж Ірвінг, кинули виклик традиційній схемі позицій з атакуючим захисником і легким форвардом. Найкращі свінгмени використовували свій нестандартний для обох позицій зріст та атлетизм на свою користь, використовуючи невідповідності в захисті суперника: вони використовували швидкість і прудкість, щоби обіграти більших за них гравців, а також за допомогою сили і зросту під кошиком обігравати менших гравців, або просто кидати повз них в стрибку.
Деякі свінгмени відомі в рівній мірі ефективним виступом як на позиції атакуючого захисника, так і на позиції легкого форварда, маючи достатню силу та зріст для третьої позиції, а також хороший кидок в стрибку і швидкість для виступу другим номером. Такі гравці довели, що можуть вирішувати проблеми в кінцівці матчу і їх важко було обороняти, зважаючи на притаманну свінгменам універсальність.
Серед сучасних гравців в НБА, які грають на позиції атакуючого захисника та легкого форварда, можна виділити таких: Кобі Браянт, Леброн Джеймс, Кармело Ентоні, Двейн Вейд, Пол Пірс, Трейсі МакГреді, Кайл Корвер, Джейсон Рідчардсон, Вінс Картер, Джон Салмонс, Андре Ігуодала, Дані Грейнджер, Карон Батлер, Майкл Джордан. Ці гравці багато виступали на обох позиціях. Серед гравців Євроліги можна виділити таких свінгменів: Рамунас Шишкаускас, Ромаін Сато, Емір Прелджис, Фернандо Сан Еметеріо.

## Хокей із шайбою
В хокеї із шайбою, свігменом називають такого гравця, який може грати на позиції захисника та форварда. Прикладами свінгмена в НХЛ є такі гравці: Дастін Бафугліен, Брент Бернс, Сергій Федоров, Матьє Дандено, Марк Штрайт.

## Зовнішні посилання
- NBA.com – Баскетбольний університет